# Mecopus
Mecopus là một chi thực vật có hoa thuộc họ Fabaceae. It belongs to the subfamily Faboideae.